# Данвале ле Коломб
Данвале ле Коломб (фр. Dampvalley-lès-Colombe) насеље је и општина у источној Француској у региону Франш-Конте, у департману Горња Саона која припада префектури Везул.
По подацима из 2011. године у општини је живело 109 становника, а густина насељености је износила 17,41 становника/km². Општина се простире на површини од 6,26 km². Налази се на средњој надморској висини од 360 метара (максималној 378 m, а минималној 244 m).

## Демографија
| 1962. | 1968. | 1975. | 1982. | 1990. | 1999. | 2011. |
| ----- | ----- | ----- | ----- | ----- | ----- | ----- |
| 57    | 58    | 68    | 110   | 131   | 112   | 109   |

График промене броја становника у току последњих година